# Miriam Miranda
Miriam Miranda es una activista hondureña defensora de los derechos humanos y ambientales de los garífunas. Como líder de la Organización Fraternal Negra de Honduras (OFRANEH), coordinó esfuerzos para contrarrestar el robo de tierras por parte de grandes empresas de turismo, recuperar territorios ancestrales que pertenecían a comunidades garífunas, detener a los narcotraficantes, promover prácticas ambientales sostenibles y apoyar el desarrollo del liderazgo comunitario para jóvenes y mujeres locales. Ha sido arrestada y golpeada ilegalmente por las autoridades locales y secuestrada por narcotraficantes. 
Miranda ha recibido el Premio a los Derechos Humanos Óscar Romero y el Premio a la Soberanía Alimentaria Internacional de la Alianza por la Soberanía Alimentaria de los Estados Unidos . En 2016, recibió el premio ambiental Carlos Escaleras por 30 años de labor activista. En 2019 Miranda recibió el premio de Derechos Humanos de la Fundación Friedrich Ebert en Berlín, Alemania.

## Primeros años

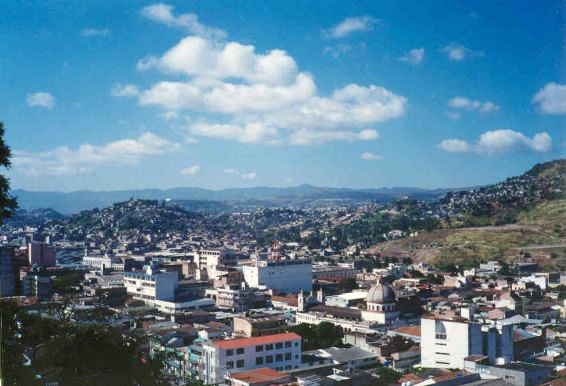
Vista de Tegucigalpa, capital de Honduras

Miriam Miranda nació en Santa Fe, Colón, una comunidad costera garífuna en Honduras. Cuándo era una niña, ella y su familia abandonaron la aldea en busca de mejores oportunidades de trabajo y educación viajaron a varias plantaciones de banano.
Estudió en una universidad en Tegucigalpa, durante su época de estudiante, tomó conciencia de los movimientos sociales, en particular los que apoyaban los derechos de las mujeres indígenas y de bajos ingresos en Honduras. Finalmente, decidió enfocarse en defender los derechos de los garífunas: descendientes de raza mixta de esclavos de África occidental que escaparon al Caribe en el siglo XVII antes de establecerse en países de América Central y del Sur, como Honduras.

## Activismo
Miranda es la líder de la  Organización Fraternal Negra de Honduras, OFRANEH, que se estableció originalmente en 1979. La organización apoya activamente los derechos legales de las comunidades indígenas y garífunas, al tiempo que brinda recursos para apoyar el desarrollo del liderazgo comunitario y la educación ambiental, educación para la salud, y otros servicios.
Los miembros de OFRANEH han ocupado áreas de tierra en Honduras que alguna vez pertenecieron a comunidades garífunas, reclamando la tierra como territorio ancestral y haciendo uso de las leyes internacionales de derechos humanos para evitar el desalojo. También han llevado casos legales a la Corte Interamericana de Derechos Humanos en relación con el decomiso de las antiguas tierras de la comunidad garífuna. En 2015, después de que el empresario canadiense Randy Jorgensen construyera ilegalmente una empresa de mega turismo en tierras garífunas, OFRANEH llevó a Jorgensen a juicio. Miranda ha trabajado para detener otros desarrollos perjudiciales para las comunidades locales, como los proyectos industriales hidroeléctricos y de aceite de palma.

#### Estaciones radiofónicas
En Honduras, la mayoría de las estaciones comerciales de radio y televisión están controladas o censuradas por el gobierno nacional. Después de que los activistas se dieron cuenta de que los medios de comunicación locales estaban obstaculizando u obstaculizando los intentos de proteger el territorio ancestral garífuna, OFRANEH estableció una nueva estación de radio comunitaria garífuna. OFRANEH posteriormente se asoció con otras estaciones de radio comunitarias para crear la Red Mesoamericana de Radio Comunitaria. OFRANEH ahora opera seis estaciones de radio en todo Honduras. 
Una de las estaciones de radio financiadas y organizadas por OFRANEH, llamada Faluma Bimetu (garífuna para "coco dulce"), está ubicada en el pueblo de Triunfo de la Cruz , en el norte de Honduras.. La estación se estableció en 1997 y transmite un ciclo de música tradicional de 24 horas y espectáculos sobre temas como temas ambientales, violencia doméstica, abuso de sustancias, salud, espiritualidad y desarrollo de liderazgo para jóvenes y mujeres. Faluma Bimetu fue el objetivo de su trabajo: en 2010, la estación de radio fue golpeada por un intento de incendio que dañó el edificio y su equipo de transmisión. Aunque la policía no hizo arrestos, algunos activistas alegaron que el incendio provocado fue obra de Indura Beach and Golf Resort, una corporación de turismo que ha sido acusada de desalojar a familias garífunas y de rediseñar ilegalmente los límites de las tierras para construir nuevos hoteles.
Otras estaciones de radio de OFRANEH se han centrado en destacar las injusticias sociales y el trabajo de los activistas locales. En 2016, Radio Lumamali Giriga transmitió una entrevista a la activista hondureña Madeline David Fernández, quien había sido arrestada y presuntamente torturada por la policía hondureña. La historia fue posteriormente recogida por otras estaciones de radio y organizaciones.

#### Amenazas, secuestros y arrestos ilegales
La ONG británica Global Witness ha calificado a Honduras como "el lugar más mortal del mundo" para los activistas que trabajan contra las grandes empresas. Entre 2010 y 2017, aproximadamente 120 activistas hondureños fueron asesinados. Miranda ha sido amenazada y secuestrada en represalia por su trabajo, y ha sido presentada públicamente como una delincuente en los medios de comunicación locales.
El 28 de marzo de 2012, mientras se llevaban a cabo protestas públicas no violentas en todo Honduras, Miranda fue golpeada por la policía y el ejército, luego arrestada y detenida durante doce horas. Ella fue acusada de sedición después de su liberación.
.
En enero de 2017, mientras se encontraban en la ciudad portuaria de La Ceiba, Miranda y otros tres líderes de la comunidad garífuna fueron arrestados y detenidos ilegalmente por la policía. El arresto ocurrió a pesar del hecho de que la Corte Interamericana de Derechos Humanos había ordenado a las autoridades de Honduras proporcionar protección policial a Miranda

## Función de mujeres como activistas
Tradicionalmente, las tierras ancestrales garífunas en Honduras son heredadas por mujeres y se transmiten a sus hijos. Las mujeres a menudo están profundamente involucradas en la protección de la tierra y la preservación de las tradiciones culturales. [10]
En entrevistas, Miranda enfatizó su creencia en la importancia de reconocer a las mujeres como defensoras de las comunidades y del patrimonio cultural: "En todas partes de Honduras, al igual que en toda América Latina, África, Asia, las mujeres están al frente de las luchas por nuestros derechos, contra la discriminación racial, por la defensa de nuestros bienes comunes y nuestra supervivencia. Estamos en el frente no solo con nuestros cuerpos sino también con nuestra fuerza, nuestras ideas, nuestras propuestas. No solo tenemos hijos, sino ideas y acciones como bien."

## Premios y reconocimiento
En 2015, OFRANEH recibió el Premio Internacional de Soberanía Alimentaria de la Alianza de Soberanía Alimentaria de los Estados Unidos . [4] Miranda también fue nombrada co-ganadora del Premio Óscar Romero a los Derechos Humanos, junto a la activista ambiental hondureña Berta Cáceres. En octubre de 2016, en reconocimiento a su trabajo de defensa de los derechos de los garífunas durante 30 años, Miranda recibió el premio ambiental Carlos Escaleras